# .gr
.gr és el domini de primer nivell territorial (ccTLD) de Grècia.
Actiu des del 1989, els registres es fan directament a un domini de segon nivell, o a un tercer sota subdominis de segon. L'ús de caràcters de l'alfabet grec està permès.
Existeixen cinc dominis de segon nivell:
- com.gr: per activitats comercials
- edu.gr: per institucions educatives.
- net.gr: per proveïdors de serveis d'internet
- org.gr: per organitzacions sense ànim de lucre.
- gov.gr: per organitzacions governamentals.